# Algarobius riochama
Algarobius riochama là một loài bọ cánh cứng trong họ Bruchidae. Loài này được Kingsolver miêu tả khoa học năm 1986.